# Гаррі Шайн
Гаррі Лео Шейн (швед. Harry Schein; 13 жовтня 1924 — 11 лютого 2006) — шведський інженер-хімік австрійського походження, письменник і діяч шведської культури. Засновник Шведського інституту кінематографії, його перший директор з 1963 по 1978 рік.
Народившись у Відні. Найбільш відомий своєю роллю у просуванні кінореформи 1963 року, яка гарантувала, що 10 відсотків грошей від продажу квитків у кінотеатри буде передаватися центральній кіноорганізації. Ця система гарантувала безперервне виробництво шведських фільмів протягом кількох десятиліть. Після реформи кіно настав золотий вік для шведського кіно під керівництвом Інгмара Бергмана, Бо Відерберга та Яна Троеля.
Шейн часто брав участь у публічних дебатах і демонстрував своєрідне розуміння використання засобів масової інформації.
Шейн також був оглядачем Dagens Nyheter більше 20 років і написав кілька книг з актуальних питань. Він також опублікував кілька переважно автобіографічних книг, включаючи Шейна (1980) та Слутена (1995). На 7 -й премії Guldbagge він виграв нагороду за особливі досягнення.
Шейн був одружений зі шведською актрисою Інгрід Тулін з 1956 по 1989 рік і був близьким другом Улофа Пальме.
Помер у 2006 році в Дандериді.